# Macrothele gigas
Macrothele gigas és una espècie d'aranya de la família dels macrotèlids (Macrothelidae). Aquesta espècie és endèmica del Japó, a les illes Nansei, Yaeyama i Taiwan.
Macrothele gigas fa entre 16 i 26 mm.

## Galeria
- Femella de Macrothele gigas
- Mascle de Macrothele gigas
- Cau de Macrothele gigas